# Hebe benthamii
Hebe benthamii là một loài thực vật có hoa trong họ Mã đề. Loài này được (Hook.f.) Cockayne & Allan mô tả khoa học đầu tiên năm 1927.